# Arada (Addis-Abeba)
Pour les articles homonymes, voir Arada.
Arada (en amharique አራዳ) est l'un des dix districts (en amharique ክፍለ ከተማ, transcription en alphabet latin kifle ketema, généralement traduit en anglais par subcity) d'Addis-Abeba, la capitale de l'Éthiopie. Il correspond au quart nord-est du centre de la ville et représente une superficie de 9,91 km2 pour une population de 225 999 habitants.

## Sources
- Arada Sub-city Administration sur Addis Ababa City Government